# Nécropole d'Anfouchi
La nécropole d’Anfouchi (ou Anfouchy), à Alexandrie (Égypte), est située sur l’isthme qui s'est formé sur l’heptastade qui, dans l’Antiquité, reliait l‘ancienne île de Pharos au continent.
À l’époque gréco-romaine, ce secteur abritait un grand cimetière avec des tombes souterraines qui ont presque toutes disparues. Seules cinq tombes souterraines sont encore visibles, datant de la période ptolémaïque tardive.
La nécropole d’Anfouchi fut découverte en 1901 à l’occasion de la rénovation du quartier devant les portes du palais khédiéval du prince Omar Pacha Toussoun. Quoique pillées par des voleurs, les tombes contenaient encore de la poterie, des statuettes et même quelques momies qui purent être sauvées et stockées sous l’autorité du Service des Antiquités. Les premiers rapports sur ces trouvailles furent publiés au début du XXe siècle par les premiers directeurs du musée gréco-romain.